# Guerres byzantino-normandes
Guerres byzantino-normandes
Batailles
- Cannes (1018)
- Olivento (1041)
- Montemaggiore (1041)
- Montepeloso (1041)
- Bari (1068-1071)
- Dyrrachium (1081)
- Larissa (1083)
- Dyrrachium (1107-1108)
- Brindisi (1156)
- Thessalonique (1185)
- Démétritzès (1185)

Plusieurs guerres byzantino-normandes eurent lieu entre 1041 et 1185 qui avaient pour objectif tantôt la possession de l’Italie du sud et de la Sicile par les Byzantins, tantôt la possession des Balkans, voire de Constantinople, par les rois de Sicile.
Justinien (r. 527-565) avait été le dernier empereur à vouloir rétablir l’unité et l’universalité de l’Empire romain. Après avoir repris l’Afrique du Nord, le général Bélisaire avait entrepris la difficile reconquête de l’Italie (535-553). Ces conquêtes seront toutefois éphémères et l’Italie sera envahie à partir de 569  par les Lombards qui s’empareront deux ans plus tard de l’exarchat de Ravenne. Ceci mit un terme à la présence byzantine en Italie centrale; néanmoins, quelques villes côtières et le sud de l’Italie demeurèrent byzantins.
Lorsqu’ils arrivèrent en Italie au tournant du millénaire, les Normands s’allièrent aux Lombards contre les Byzantins. En 1029, Rainulf Drengot, aventurier et mercenaire normand, s’installa à Aversa, première étape d’une longue confrontation avec les Byzantins pour la domination du sud de l’Italie. En 1060, la Calabre fut capturée par Robert Guiscard, ne laissant aux Byzantins que quelques villes de la côte dont Bari qui se rendra en 1071.
Par la suite, les Normands se tourneront vers les Balkans. Continuant à  partir de 1057  la conquête de l'Italie méridionale sur les Byzantins, Robert Guiscard occupa l’ile de Corfou et la ville côtière Durazzo  en 1082, après avoir infligé une lourde défaite à l’empereur Alexis Comnène l’année précédente. Rappelé en Italie, il laissa à son fils, Bohémond, le soin de continuer son œuvre, mais échoua. En compagnie de son neveu le jeune Tancrède de Hauteville et de Roger de Salerne, celui-ci rejoignit en 1096 la première croisade, dont il fut l’un des principaux chefs. Après s’être emparé  d’Antioche le 2 juin 1098, il conserva la ville qui aurait dû être retournée aux Byzantins et en fit le centre d’une principauté où ses descendants indirects gouverneront tant bien que mal durant plus de deux siècles.
Au siècle suivant, Manuel Ier (r. 1143-1180) Comnène, voulut réaffirmer la suprématie de Byzance sur le monde méditerranéen et entra en lutte contre Roger II de Sicile (r. 1130 – 1154); une première étape fut de recouvrer, grâce à l’aide des Vénitiens, la suzeraineté sur l’ile de Corfou (1149), plaque tournante des expéditions byzantines vers l’Italie ou normandes vers les côtes grecques. Avec l’aide des barons locaux déchus il reconquit nombre de places fortes alors que toute l’Italie du Sud se rebellait contre la domination sicilienne. Toutefois, l’arrogance du commandant byzantin Michel Paléologue lui aliéna les sympathies locales si bien que les barons locaux firent défection; la défaite de Brindisi en 1158 marqua la fin du règne byzantin en Italie.
Une dernière invasion normande dans les Balkans eut lieu en 1185-1186 sous le règne d’Andronic Ier Comnène (r. 1183 - 1185) alors que Guillaume II le Bon (r. 1166 – 1189) tenta de s’emparer de Constantinople. Comme l’avait fait Robert Guiscard, il s’empara d’abord de Durazzo, pour diriger sa flotte vers Corfou et envahir les deux iles de Céphalonie et de Zacynthe, continuant ensuite par voie de terre jusqu’à Thessalonique qui est prise en 1185. Cette avancée provoqua la chute d’Andronic qui sera remplacé par Isaac II Ange (r. 1185 – 1195 et 1203 – 1204). Victorieux à la bataille de Démétritzès, le général Alexis Branas parviendra à refouler les Normands vers la Sicile, ne conservant que les comtés palatins de Céphalonie et de Zacynthe jusqu’à l’arrivée des Turcs ottomans.

## Conquête normande de l’Italie du sud
Contrairement à celle de l’Angleterre, la conquête du sud de l’Italie par les Normands se fera sur une longue période au XIe siècle, Naples n’étant conquise qu’au XIIe siècle. Les premiers Normands semblent être arrivés en Italie à l’appel d’un noble d’Apulie, du nom de Melo, qui avait fomenté une première révolte contre les Byzantins en 1009. Toutefois, Melo et ses mercenaires furent vaincus par Basil Boioannès, alors catépan (gouverneur) d’Italie, à Cannes (aujourd’hui Canne della Battaglia dans les Pouilles) en 1018,. Après avoir lutté de 1009 à 1021 aux côtés des Lombards à Bari contre l’autorité régionale byzantine, des mercenaires sous le commandement de Rainulf Drengot, à la solde de Guaimar III de Salerne (r. 999 – 1027) assiégèrent Capoue qui ne se rendit en 1026 qu’après un siège de dix-huit mois. En 1029, Rainulf était passé à la solde de Serge IV de Naples, lequel pour le remercier de son aide dans la reconquête de la ville, lui céda le comté d'Aversa (1030), qui devint la première seigneurie normande en Italie du Sud,.
Vers 1035, une famille de hobereaux du Cotentin, les Hauteville, vint s’installer en Italie méridionale se mettant d’abord au service de Rainulf. Tancrède de Hauteville eut douze fils dont huit s’installèrent en Italie. C’était l’époque où des guerres intestines entre les émirs qui gouvernaient la Sicile incitaient l’empereur byzantin Michel IV le Paphlagonien (r. 1034-1041) à reprendre le contrôle de l’ile.  Il confia à Georges Maniakès le commandement d’une armée, la drouzhina varègue, qui concentra son activité autour de Reggio avant d'envahir la Sicile. Guillaume de Hauteville, fils ainé de Tancrède de Hauteville se joignit d’abord aux Grecs avec son frère Drogon et trois cents chevaliers normands.  D’abord couronnée de succès, l’entreprise s’embourba lorsque Normands et Grecs se disputèrent avant de se séparer. Guillaume, qui avait hérité du surnom de "bras-de-fer", renoua avec Rainulf avant de passer en 1042 au service de Guaimar IV (r. 1027 - 1052) de Salerne qu’il fit proclamer « duc d'Apulie et de Calabre ». En remerciement, celui-ci divisa la région en douze baronnies destinées aux chefs normands, Guillaume recevant le comté d’Apulie et Drogon celui de Venosa,.
En 1046/1047, ce fut au tour de Robert Guiscard (surnom signifiant « l’astucieux »), le sixième des fils de Tancrède, d’arriver avec cinq chevaliers et trente-cinq fantassins. L’Empire byzantin, en proie à des guerres civiles, s’était entretemps désintéressé de la situation en Italie : bientôt l’administration mise en place en 1018 à la suite de la répression des révoltes lombardes pour contrer l’avance de l’empereur germanique Henri II s’effondra. La mort prématurée d’Isaac Ier Comnène (r. 1057-1059) et le renversement de Romain IV Diogène (r. 1068 – 1071) ne firent qu’accélérer la perte de contrôle des Byzantins, facilitant la consolidation du pouvoir des Normands sur la Sicile et l’Italie.
Robert mena d’abord une vie de brigand à la tête d’une petite bande armée en Calabre, pillant les églises, rançonnant la population et volant les voyageurs tout en harcelant les troupes byzantines de la région. Après un mariage avantageux qui lui donna autorité sur quelque 200 chevaliers normands, il succéda en 1057 à son frère comme comte d'Apulie, territoire qu’il finit de conquérir à l’exception de Bari demeurée aux mains des Byzantins, puis de s’attaquer à la Calabre.
Déjà, en 1053, les Normands avaient défait une armée bien supérieure en nombre commandée par le pape Léon IX à Civitate en Apulie. En 1059 le pape comprit qu’il devait composer avec ceux-ci et Robert Guiscard se vit investi par le pape Nicolas II (r. 1058-1061) des duchés  d’Apulie, de Calabre et de Sicile. Souveraineté à conquérir toutefois, puisque de ces trois territoires les deux premiers étaient encore entre les mains des Byzantins alors que la Sicile était partagée entre de nombreux émirs musulmans en guerre les uns avec les autres. 
L’année suivante, il conquit Reggio Calabria, la capitale du tagma de Calabre. Les Byzantins ne possédaient plus que quelques villes le long de la côte; la dernière, Bari, capitula en 1071. En 1075, ce sera au tour de Salerne, la dernière principauté lombarde . Inquiet par ces progrès et menacé sur le plan intérieur, l’empereur byzantin Michel VII (r. 1071 – 1078) écrivit deux fois à Robert  pour lui proposer, en retour d’une alliance militaire, une alliance dynastique entre son frère et l’une des filles de Guiscard. Devant l’absence de réponse, il en écrivit une troisième proposant cette fois de marier son fils nouveau-né, Constantin, à l’une des filles de Guiscard : cela changeait la donne en permettant à Robert Guiscard d’espérer associer sa famille à une éventuelle succession au trône de Byzance. Robert accepta et l’une de ses filles, renommée Hélène à son arrivée à Constantinople, fut envoyée parfaire ses études dans le gynécée impérial en attendant que son fiancé soit en âge de se marier.

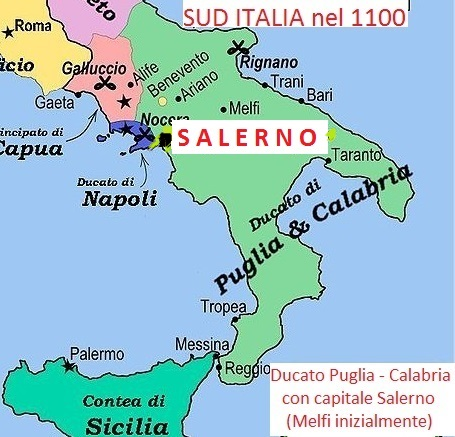
Le Duché d'Apulie et de Calabre en 1100

Pendant que Robert expulsait les Byzantins du sud de l’Italie, son frère Roger, le plus jeune fils de Tancrède, établi dans les Pouilles depuis 1057, commençait en 1060 la conquête de la Sicile dont Robert était duc en titre. Constantinople se considérant toujours comme maitre légitime de l’ile avait conclu des alliances avec certains émirs, envoyant même au secours de l’un d’eux, Apolaphar Mouchoumet, le général Georges Maniakès,.
Celui-ci avait réussi en 1038-1039 à reprendre la plupart des villes de l’ile, y compris Syracuse où vivaient bon nombre de Grecs et avait été nommé gouverneur de l’ile pour une brève période en 1042 . Cette conquête prendra une quinzaine d’années et s’avérera longue et difficile tant en raison du manque d’hommes dont disposait Roger que du nombre impressionnant de forteresses musulmanes établies depuis plus de deux siècles dans l’ile.
En 1071, les deux frères commencèrent le siège de Palerme par mer et par terre; la ville tomba l’année suivante. L’ensemble de la Sicile fut finalement conquise en 1091 avec la prise de Noto . Ce n’est toutefois qu’en 1130 que la Sicile et le sud de l’Italie seront réunis en un seul royaume normand par Roger II de Sicile (r. 1130-1154), second fils de Roger de Hauteville.

## Première invasion des Balkans (1081 – 1085)

Détail de l'offensive normande en Grèce en 1081-1085.

Ayant ainsi établi son autorité en Italie aux dépens des Byzantins, Robert Guiscard tourna les yeux vers Constantinople militairement très affaiblie depuis la défaite cuisante de Manzikert (1071). Depuis la conquête de la Calabre et des Pouilles, la majorité de la population de ses États, longtemps appelés « Magna Graecia », était de langue et de culture grecques; les agents administratifs avaient gardé les anciens titres grecs de « stratège », « exarque » et « catépan ». Le gouvernement de Robert Guiscard conserva les us et coutumes administratifs, linguistiques et judiciaires des territoires conquis. Toutefois, le rêve de voir sa fille devenir basilissa s’effondra lorsque Nicéphore Botaniatès renversa Michel VII (r. 1071 – 1078), reléguant l’ancien empereur dans un monastère, épousant la femme de celui-ci, et envoyant la jeune Hélène dans un couvent.

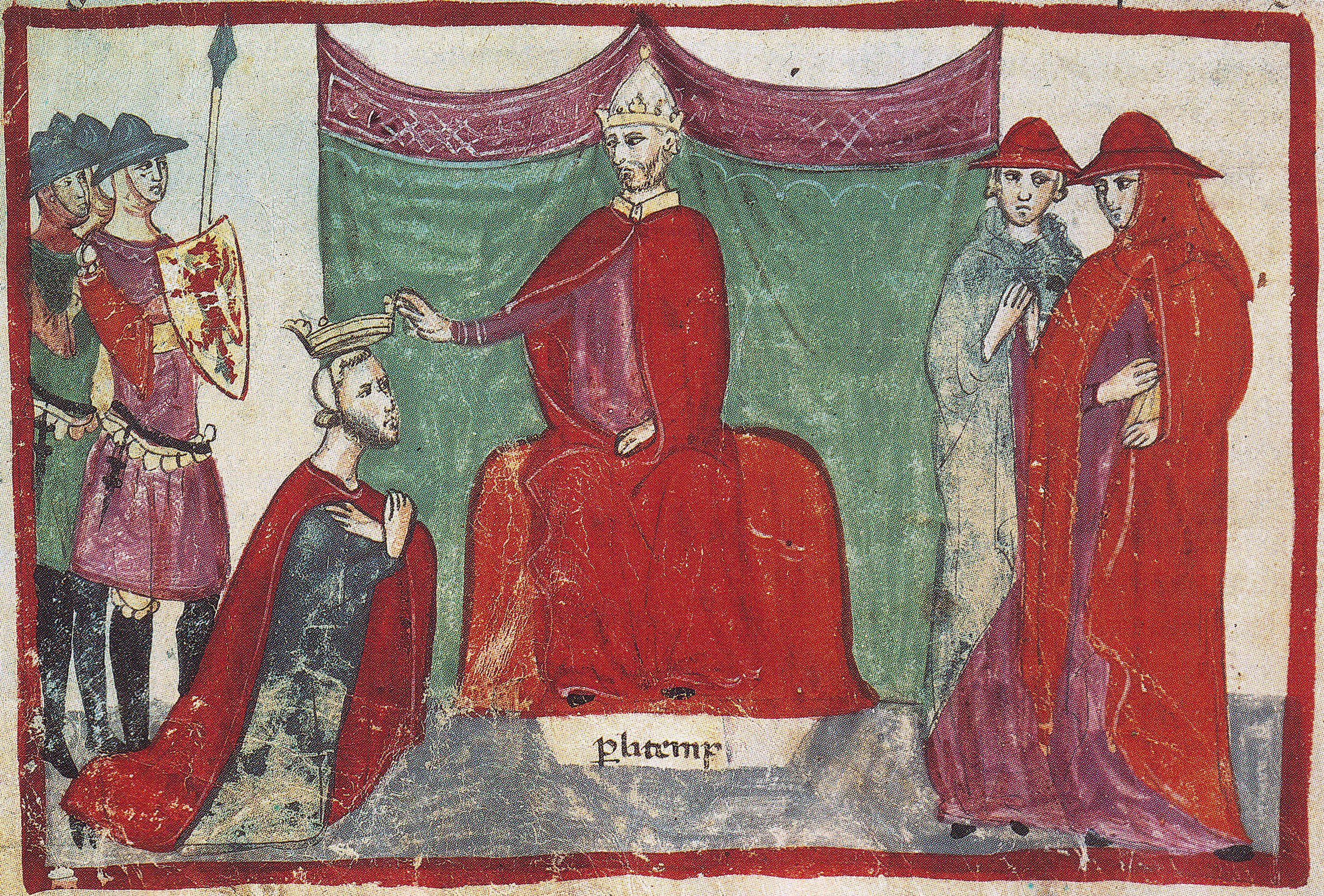
Robert Guiscard déclaré duc par le pape Nicolas II, XIVe siècle.

Outré, Robert prit le parti de Michel VII et, au printemps 1081, envoya son fils Bohémond de Tarente ouvrir la voie en s’emparant d’Avlona (aujourd’hui Vlonë en Albanie). Lui-même, à la tête d’une flotte de cent cinquante vaisseaux appareilla vers la côte illyrienne, prit Durazzo et Corfou avant de mettre le siège devant Larissa en Thessalie. Entretemps toutefois, le 4 avril, Alexis Comnène (r. 1081 – 1118) s’était emparé du trône. Il entreprit immédiatement des négociations avec l’empereur germanique Henri IV, avec le pape Grégoire VII et, surtout, avec la république de Venise qu’étouffait Robert Guiscard, maintenant maitre du canal d’Otrante,. Le doge Domenico Silvio reçut le titre de « duc de Dalmatie et de Croatie » et le rang de protosebastos, ce qui en faisait le quatrième personnage en importance de la nouvelle hiérarchie impériale. Moyennant une somme de 360 000 pièces d’or, Alexis convainquit l’empereur d’Allemagne d’attaquer les Normands en Italie; Henri IV (r. 1084 – 1105) y vit l’occasion de se porter contre son ennemi juré, le pape Grégoire VII (r. 1073 – 1085). En 1083 l’empereur assiégeait Rome dont il s’empara en juin, se faisant couronner  empereur du Saint-Empire par le nouveau pape Clément III (r. 1187 – 1191), Grégoire VII ayant été déposé. Robert Guiscard dut ainsi abandonner les Balkans pour revenir à Rome qu’il réussit à reprendre avec Roger de Sicile, délivrant Grégoire VII enfermé au château Saint-Ange. 
Dès l’automne 1084, Robert Guiscard, après avoir réprimé les révoltes fomentées en Apulie et en Calabre grâce aux subsides byzantins, repartait pour l’Albanie où il battit Grecs et Vénitiens devant Corfou. Toutefois, une épidémie se déclara dans les rangs normands au cours de l’hiver et Robert Guiscard lui-même fut atteint alors qu’il rejoignait l’ile de Céphalonie; il devait décéder le 15 juillet 1085,.

## L’interlude d’Antioche (1104 – 1140)

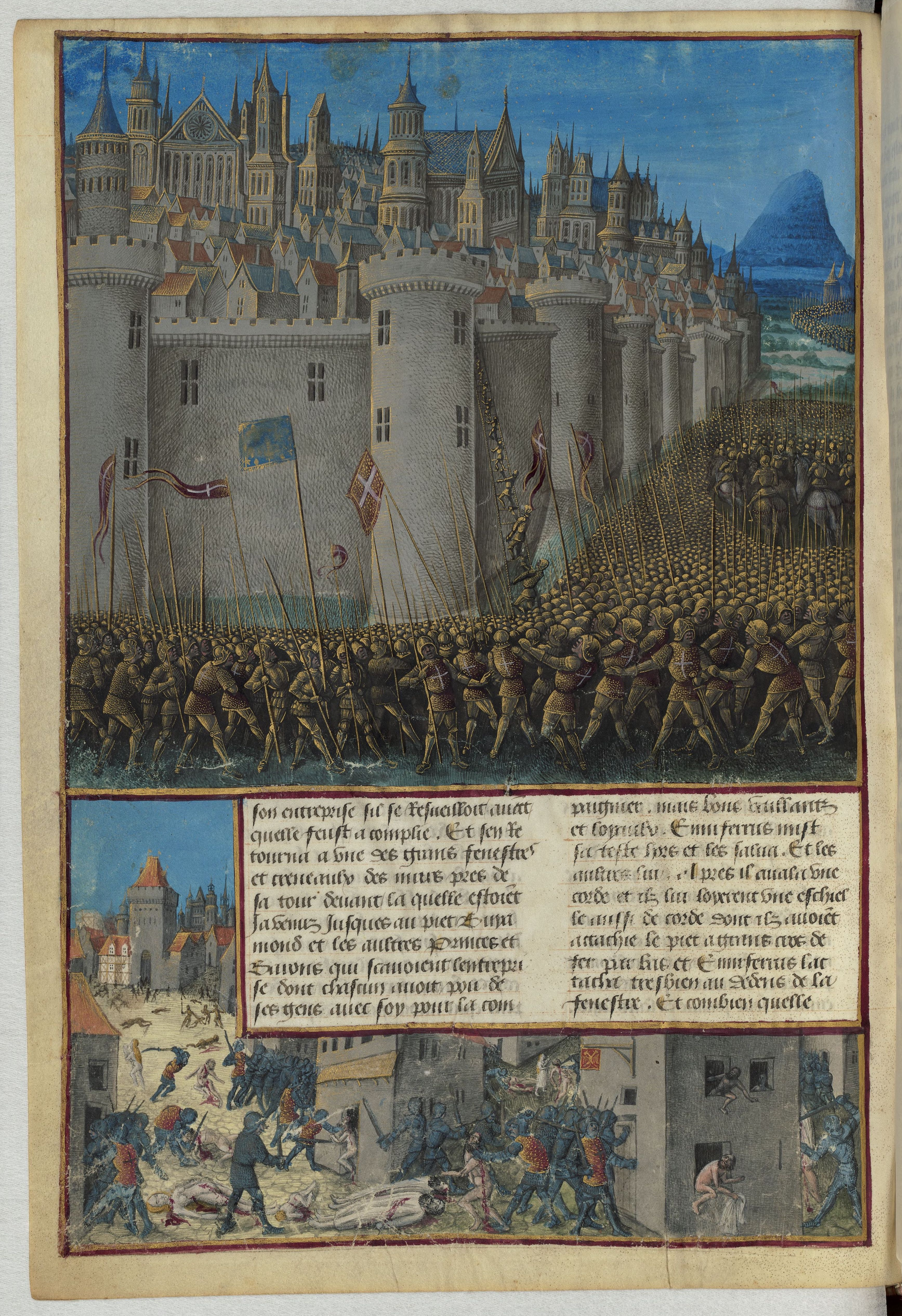
Prise d'Antioche par les croisés (Miniature de Jean Colombe - BNF Fr 5594, f.59v.)

Fils ainé de Robert Guiscard, Bohémond de Tarente avait participé aux expéditions de son père en territoire byzantin de 1081 à 1085, remportant deux victoires en 1082 contre Alexis Ier Comnène. Écarté de la succession de son père sur les duchés d’Apulie, de Calabre et de Sicile par le divorce de celui-ci, il apprit en 1096 qu’une grande expédition pour l’Orient était en route. Résolu à se tailler un domaine plus important que sa seule principauté de Tarente en Sicile, il  s’embarqua avec le jeune Tancrède de Hauteville, son neveu, et Roger de Salerne, pour la première croisade. Venant du sud de l’Italie, il avait sur les autres croisés l’avantage de parler le grec, de comprendre la mentalité byzantine et savait intuitivement que son succès dans cette entreprise dépendrait de ses bonnes relations avec le basileus byzantin. à qui il proposa de servir d’intermédiaire auprès des autres chefs de la croisade.
À la tête d’une armée de dix mille chevaliers et de vingt mille fantassins, il débarqua au mois de novembre à Avlona qui, quinze ans plus tôt, avait servi de base aux opérations contre Byzance. Cette arrivée provoqua les pires craintes chez les Grecs qui se souvenaient des exactions de Robert Guiscard. Toutefois l’armée, qui se comporta de façon exemplaire au contraire de celles des autres princes occidentaux, put progresser sans entrave jusqu’à Constantinople où Bohémond rencontra seul à seul le basileus le jour de Pâques 1097,. Moyennant un serment de vassalité, Alexis s’engagea à fournir l’approvisionnement et l’entretien des troupes croisées. D’après un chroniqueur anonyme, Alexis promit personnellement à Bohémond « au-delà d’Antioche une terre de quinze journées de marche en longueur et de huit en largeur »,.
Au printemps 1097, l’armée croisée au grand complet se retrouvait sur la rive asiatique du Bosphore pour entreprendre une campagne qui la conduisit aux portes d’Antioche au mois d’octobre. Ville légendaire parce que les apôtres Pierre et Paul y avaient prêché, elle était aussi entourée de puissantes murailles de douze kilomètres construites sous Justinien Ier. Le siège de la ville devait durer sept long mois à la fin desquels Bohémond menaça de rentrer en Italie chercher des renforts. Les autres chefs de l’expédition lui promirent ce qu’il voulut y compris la possession d’Antioche pourvu qu’il renonçât à son projet. Le 20 mai 1098,  les barons francs, y compris Raymond de Toulouse, donnèrent tous les pouvoirs à Bohémond, se désistant de tout droit en sa faveur. Celui-ci, de mèche avec un citoyen arménien d’Antioche du nom de Firouz, lança l’attaque dans la nuit du 2 au 3 juin à la Tour des Deux Sœurs et prit la ville. Le 4 juin l’avant-garde de l’armée turque arriva devant Antioche : c’était au tour de Bohémond d’être assiégé. La découverte de la Sainte-Lance devait donner un sursaut d’énergie aux croisés qui, le 28 juin, affrontèrent les Turcs et sortirent victorieux de la bataille.
Après des mois de tergiversations, les croisés devaient reprendre la route de Jérusalem en juin 1099, Bohémond demeurant à Antioche pour y organiser son pouvoir et agrandir son territoire. La chance devait tourner en 1100 lorsque Bohémond et Richard de Salerne furent capturés par les Turcs lors d’une campagne sur le haut-Euphrate. Tancrède, nommé prince de Galilée, fut nommé régent à Antioche et poursuivit la politique expansionniste de Bohémond aux dépens des Byzantins en Cilicie et des Turcs d’Alep. Libéré après trois ans contre une énorme rançon payée par le nouveau roi de Jérusalem, Baudouin (r. 1100 – 1118), Bohémond reprit Antioche mais, allié maintenant aux Turcs contre Byzance, se retrouva au cœur du tourbillon qui agitait l’Asie mineure. Une coalition des Francs se heurta à une coalition turco-arabe en mai 1104 et eut le dessous. Bohémond partit pour l’Italie d’abord, la France ensuite, lever de nouvelles troupes afin d’attaquer Byzance par l’ouest et lui faire lâcher prise à l’est où Alexis avançait contre les Turcs. En Italie, il convainquit le pape Pascal II (r. 1099 – 1118) de prêcher une nouvelle croisade, non plus contre les Arabes, mais contre Byzance, alors qu’en France, Philippe Ier (dont il venait d’épouser la fille ainée) lui permit de recruter des volontaires dans l'ensemble de son royaume,. Débarquée à Durazzo, l’armée de Bohémond fut bloquée par les forces terrestres et navales byzantines : Bohémond dut à l’automne 1108 signer à Devol un traité de paix dans lequel il disait regretter d’avoir brisé son serment envers l’empereur, jurer fidélité à celui-ci qu’il reconnaissait comme souverain de la principauté et rétablir le patriarche orthodoxe qu’il avait remplacé par un patriarche latin, Il devait par la suite rentrer en Apulie, laissant Antioche sous la gouverne de son neveu Tancrède et mourir trois ans plus tard .

## Offensive de Roger II  (1147 – 1149)

Armoiries de la maison de Hauteville.

Guillaume d’Apulie étant mort sans héritier en 1127, Roger II de Sicile (r. 1130 – 1154) revendiqua son duché et unifia toutes les conquêtes normandes en Italie sous une seule couronne. Après avoir mené plusieurs expéditions en Afrique du nord de 1137 à 1147, il tourna les yeux vers l’Empire byzantin sur lequel il avait quelques prétentions : cousin de Bohémond II, il pouvait s’intéresser à Antioche, alors que le renvoi de sa mère, la reine Adélaïde, troisième femme du roi Baudouin Ier de Jérusalem constituait une insulte qu’il ne pouvait oublier. Il profita de la deuxième croisade pour mener plusieurs raids contre l’Empire byzantin : après avoir capturé l’ile de Corfou, il ravagea les côtes de Grèce, incendiant Athènes et pillant Thèbes, centres importants de l’industrie byzantine de la soie,. En juin 1149, il paraitra même devant Constantinople, mais sans résultat.
Devant ce danger, Manuel Ier Comnène  (r. 1143-1180) s’allia à Conrad III d’Allemagne , et aux Vénitiens dont il renouvela les privilèges commerciaux en 1147 ,. Manuel put ainsi récupérer Corfou, important centre pour le commerce maritime byzantin, et préparer une offensive contre les Normands. Toutefois, les plans pour une campagne byzantino-allemande en Italie furent mis en échec par la controffensive diplomatique de Roger II qui s’allia avec le duc Welf contre les Hohenstaufen, de telle sorte que Conrad III ne put quitter l’Allemagne.  Poussant plus loin, Roger II, en 1149, soutint la révolte du prince serbe de Rascie soutenu par la Hongrie,. Ce devait être le début d’une longue suite de conflits entre la Hongrie et l’Empire byzantin. Pour sa part, le roi de France, Louis VII (r. 1137 – 1180), tenta de mettre sur pied une nouvelle croisade dirigée cette fois contre Byzance. L’Europe se trouvait ainsi divisée en deux camps : d’un côté, l’Allemagne, Byzance et Venise, de l’autre les Normands, les Guelfes, la France, la Hongrie et la Serbie, avec en arrière-plan, la papauté.  Les plans pour une invasion conjointe des empereurs byzantin et germanique contre Roger II à l’automne 1152 furent interrompus par le décès de Conrad III le 15 février 1152. Son successeur Frédéric de Souabe, dit Barberousse (roi des Romains en 1152, empereur germanique en 1155 – 1190), ne demandait pas mieux que de continuer la politique de Conrad et d’envahir l’Italie du sud, se faisant couronner empereur en passant à Rome; toutefois, convaincu de la suprématie de son propre empire, il s’opposait aux prétentions byzantines sur l’Italie, considérant Manuel comme un simple « roi grec ». Une alliance conclue avec le pape à Constance un an après son accession stipulait que Byzance ne se verrait concéder aucun territoire en Italie et que si elle tentait de s’imposer elle serait repoussée par la force. Bientôt, l’alliance entre l’Allemagne et Byzance contre les Normands se transformera en une lutte des empires byzantin et germanique pour la domination de l’Italie,.

## Manuel aspire à reprendre l’Italie (1155 - 1158)

Le Royaume de Sicile en 1154.

Avec la disparition de Roger II en février 1154, Manuel estima possible de reconquérir les possessions byzantines d’Italie. Le successeur de Roger II, Guillaume Ier dit Guillaume le Mauvais (r. 1154 – 1166), homme d’une force herculéenne, était aussi velléitaire qu’indécis, laissant volontiers le soin de gouverner le royaume à son chancelier, Maion du Bari,. Après avoir rétabli l’ordre dans les Balkans, Manuel considérait que la conjoncture lui était favorable : la révolte grondait parmi les barons normands qui jugeaient le pouvoir royal trop centralisateur et leur haine se concentrait sur le chancelier, « l’émir des émirs » qualifié de  « diabolique », de « corrompu » et de « comploteur ».
En 1155 Manuel, estimant qu’il lui serait possible de rétablir l’unité de l’Église avec l’aide du pape en froid avec Frédéric et d’affirmer la domination universelle de l’unique Empire romain, envoya les généraux Michel Paléologue et Jean Doukas avec une dizaine de vaisseaux, de modestes forces armées, et surtout une grande quantité d’or envahir l’Apulie,. Avec l’aide des barons mécontents ils réussirent en un rien de temps à soumettre les villes les plus importantes : d’Ancône à Tarente, le pays reconnut la suzeraineté de l’empereur byzantin. Pour sa part, Frédéric dont les troupes ne cachaient plus leur hâte de retourner en Allemagne laissa à Manuel le champ libre; de façon ironique, un siècle après le grand schisme entre les Églises d’Orient et d’Occident, Manuel devenait l’allié du pape Adrien IV (r. 1154 – 1159) qui, préférant de beaucoup les Byzantins aux Siciliens, marcha vers le sud de l’Italie.
Cette tentative de restauration devait s’avérer plus brève encore que celle de Justinien six cents ans auparavant. Non seulement Guillaume Ier sortit-il de sa léthargie, mais tous les États européens qui craignaient de voir le rétablissement d’un empire méditerranéen dirigé par Constantinople s’unirent-ils à lui. Prenant la controffensive, Guillaume Ier infligea aux Byzantins une grave défaite à Brindisi le 28 mai 1156, détruisant les quatre navires de la flotte byzantine. Bientôt, il avait repris possession de l’ensemble du territoire conquis par les Byzantins. Après avoir soumis les barons rebelles, il assiégea le pape Adrien et l’obligea, par le traité de Bénévent  du 18 juin 1156, à le reconnaitre comme roi et à devenir son allié contre les prétentions de Frédéric Barberousse en Italie,.
Entretemps, Manuel avait réalisé que Frédéric Barberousse devenait un ennemi autrement dangereux en Europe que le roi de Sicile. Aussi, après que Guillaume eut envoyé une flotte de 164 navires et de 10 000 hommes saccager les iles d’Eubée et d’Almira, il se résolut à conclure la paix avec le roi de Sicile,. En 1158, un traité dont les termes ne sont pas connus fut signé avec Guillaume Ier. Le rêve byzantin de reprendre pied en Italie s’éteignait avec ce traité.
En revanche, il put en avril 1159 voir reconnaitre la suzeraineté de Constantinople sur la principauté d’Antioche où régnait maintenant Renaud de Châtillon (r. 1153 – 1163) . Maigre revanche toutefois, puisque depuis le mariage de Constance d’Antioche, fille de Bohémond II d’Antioche, prince de Tarente, à Raymond de Poitiers ce ne sont plus les Normands qui régnaient dans la principauté.

## Dernière tentative normande d’invasion (1185 – 1186)

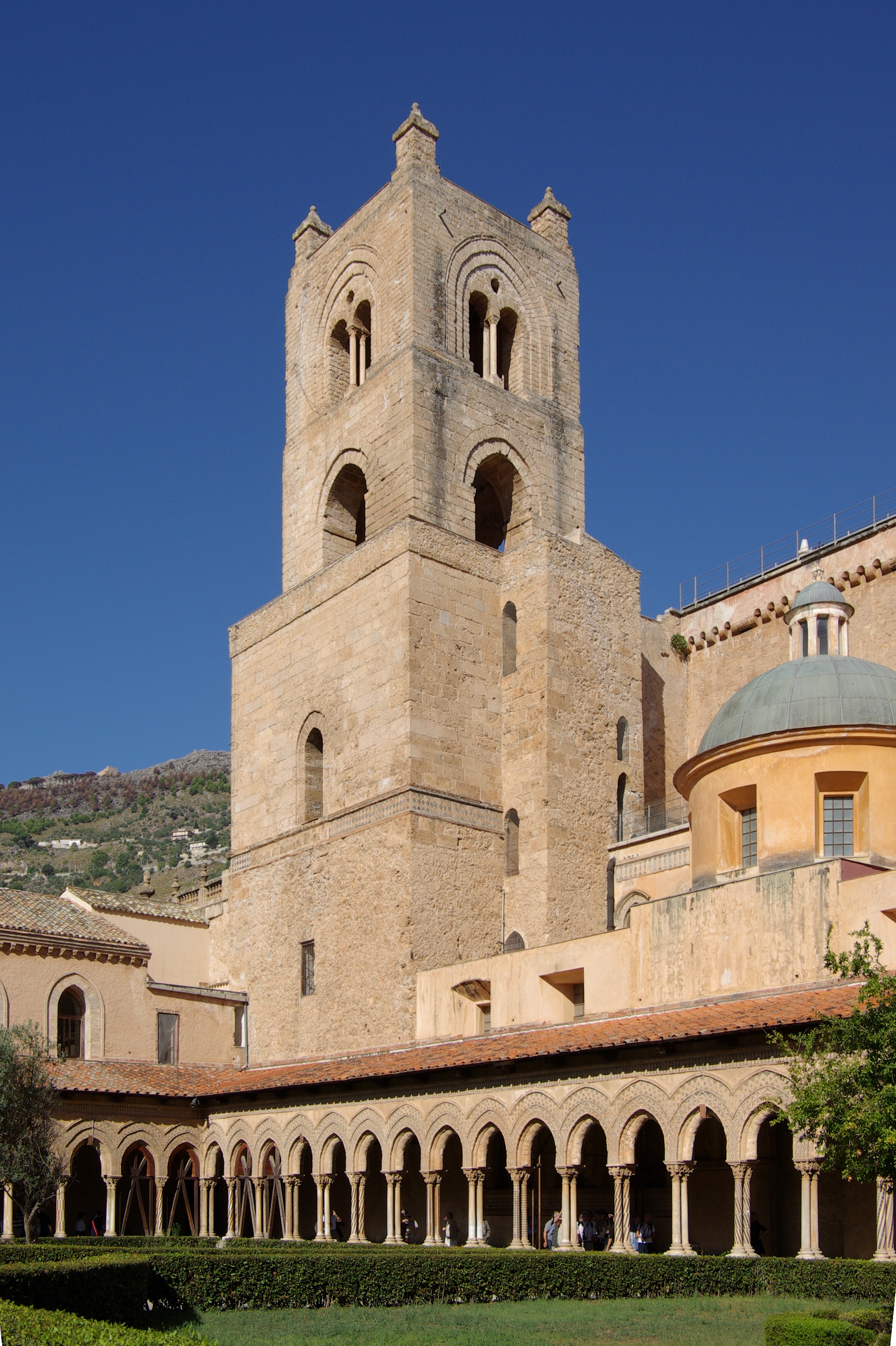
La cathédrale de Monreale, où se trouve le tombeau de Guillaume II.

Lorsque l’empereur Manuel mourut (1180), son fils Alexis II (r. 1180 – 1183) n’avait que douze ans. La régence revint à Marie d’Antioche, petite-fille de Raymond de Poitier et de Constance de Hauteville. Déjà désavantagée par son ascendance latine, elle mit à la tête des affaires le protosébaste Alexis Comnène, oncle de la reine de Jérusalem et pro-occidental. Rapidement, dans le peuple la haine éclata à l’endroit des Latins, alors que les marchands italiens s’enrichissaient et que des mercenaires occidentaux formaient le principal soutien de la régence. Bientôt, le peuple se tourna vers Andronic Comnène, ennemi de l’aristocratie féodale et adversaire acharné de la tendance occidentale. Celui-ci marcha contre Constantinople, fit aveugler Alexis Comnène et la haine contre les Latins se transforma en un affreux bain de sang (mai 1182). Son règne (sept. 1183 – sept. 1185) se transforma rapidement en régime de terreur, si bien que l’empire se trouva bientôt en état de guerre civile latente, pendant que l’esprit antilatin du régime lui valait  l’inimitié des puissances occidentales ,.
Guillaume II de Sicile (r. 1166 – 1189) jugea le moment favorable pour partir à la conquête de l’Empire byzantin. Sur les entrefaites arriva à Palerme un moine du nom de Sikountenos, accompagné d’un adolescent qui prétendait être le basileus Alexis II, réchappé par miracle d’une mort horrible. Guillaume fit bon accueil au jeune homme dont il épousa la cause. Contre l’avis de ses conseillers, il mit sur pied à l’automne 1184 une flotte de 300 vaisseaux, alors qu’une armée de 80 000 hommes dont 5 000 cavaliers et un corps d’archers devait attaquer l’empire par voie de terre,. Partie de Messine le 11 juin 1185, la flotte prenait Durazzo le 24 juin, avant de se lancer à l’attaque de Corfou, Céphalonie, Zacynthe (aussi appelée Zante), le Péloponnèse et la mer Égée. Pendant ce temps, l’armée de terre fonçait sur la Macédoine pour arriver devant Thessalonique le 6 aout; le 15 la flotte complétait le blocus. Les Normands furent bientôt de mèche avec les Latins qui habitaient un quartier de la ville commerciale. Le 24 aout les assaillants purent s’engouffrer dans la ville où ils se livrèrent à un pillage et à des atrocités de toutes sortes vengeant ainsi les atrocités que les Grecs avaient infligées aux Latins de Constantinople trois ans plus tôt,,.
À partir de Thessalonique, l’armée normande se divisa en deux corps, le premier marchant vers Serres sur le Strimon, pendant que le second, suivant la côte, se dirigeait vers Constantinople où l’annonce de son arrivée créa une peur panique. La foule se déclencha contre Andronic et proclama Isaac l’Ange (r. 1185 – 1195 et 1203 – 1204) empereur. Celui-ci se hâta d’envoyer à la rencontre de l’armée normande le talentueux général Alexis Branas qui avait conduit plusieurs campagnes victorieuses, repoussant les forces de Béla III de Hongrie en 1183 et défaisant la rébellion de Théodore Cantacuzène en Bithynie. Celui-ci força les forces normandes, fatiguées et encombrées de butin, à reculer jusqu’à Mosynopolis, à l’est du fleuve Nestos. Il se dirigea alors sur le Strimon où devant Dimitritsa il infligea une défaite cuisante aux Normands le 7 novembre 1185. Les généraux furent faits prisonniers, Alexis Comnène qui accompagnait l’armée eut les yeux crevés et le reste de l’armée tenta de retourner vers Thessalonique afin de s’embarquer sur les bateaux qui se trouvaient encore dans le port,. Par la suite, les Normands évacuèrent également Durazzo et Corfou. Seules les iles de Céphalonie et de Zacynthe demeurèrent en leur possession et furent définitivement perdue pour Byzance.
C’en était fait du rêve normand de s’emparer de Constantinople.
Bientôt, ce sera aussi la fin du règne normand sur la Sicile. Guillaume II mourut sans héritier en 1189. Grand connétable et maître justicier d'Apulie et vice-roi sur le continent, Tancrède de Lecce, soutenu par la noblesse contre les prétentions de sa tante la princesse Constance de Hauteville et de son époux Henri VI du Saint-Empire germanique, ne réussit à régner que quatre ans sur le royaume. Abandonné par ses alliés, il mourut en 1194 : à la Noël 1194, Henri de Hohenstaufen reçut à Palerme la couronne de Sicile, mettant ainsi fin au règne la dynastie normande en Sicile et dans le sud de l'Italie,.

### Sources primaires
- (fr) Anne Comnène. Istoire [sic] de l’empereur Alexis. Traduction par M. Cousin. Paris 1685. [en ligne] http://remacle.org/bloodwolf/historiens/comnene/table.htm. (Remarque : il s’agit probablement de la seule traduction française en ligne. Toutefois elle est très incomplète et peu fiable).
- (fr) Anne Comnène. L’Alexiade. Paris, Les Belles Lettres, 2006.  (ISBN 978-2-251-32219-3).
- (en) Eustathe de Thessalonique. The Capture of Thessaloniki, tr. J. R. Melville-Jones, Canberra, 1988.
- (la) Geoffroi Malaterra. De rebus gestis Rogerii Calabriae eet Siciliae comitis et Roberti Suiscardi ducis fratris ejus. Bologne, éd. E. Pontieri, Rerum Italicarum Scriptores, 1928.
- (la) Guillaume de Pouille. Gesta Roberti Wiscardi. Palerme, éd. Mathieu, 1961.
- (la) Hugues Falcand. Historia de rebus gestis in regno Siciliae. Rome, éd. G.B. Siragusa, Fonti per la Storia d’Italia, 1897.
- (en) Nicephoras Bryennios. “Materials for a History.” Traduction Henri Grégoire. Byzantion 23 (1953) pp. 469-530; and Byzantion 25-27 (1955-57) pp. 881-925.
- (fr)  Nicephoras Bryennios. “ Histoire” Traduit par Paul Gautier. Corpus Fontium Historiae Byzantinae, Vol. IX. Bruxelles, 1975.
- (fr) Nicétas Choniatès. Histoire de l’empereur Manuel [en ligne] http://remacle.org/bloodwolf/historiens/nicetias/manuel3.htm.

### Sources secondaires
- (fr) Aubé, Pierre. Les Empires normands d’Orient. Paris, Tallandier, 1983.  (ISBN 978-2-235-01483-0).
- Pierre Aubé : Roger II de Sicile. Un Normand en Méditerranée, Payot 2001. Rééd. Perrin, coll. Tempus, 2017.
- (en) Birkenmeier, John W. "The Campaigns of Manuel I Komnenos". The Development of the Komnenian Army: 1081–1180. Brill Academic Publishers, 2002.  (ISBN 90-04-11710-5).
- (fr) Bouet, Pierre, "Les Normands en Sicile", Bulletin de la SHAO, t. CXX, n° 1-2, mars-juin 2001, Alençon (numéro intitulé Les Le Veneur de Carrouges – Les Normands en Sicile), pp. 61-91.
- (en) Britt, Caren C. "Roger II of Sicily: Rex, Basileus, and Khalif? Identity, Politics, and Propaganda" in the Cappella Palatina, vol. 16, JSTOR, 2007.
- (en) Brooke, Zachary Nugent. "East and West: 1155–1198". A History of Europe, from 911 to 1198. Routledge (UK), 2004.  (ISBN 0-415-22126-9).
- (en) Brown, R. Allen. The Normans, Woodsbridge, Boydell & Brewer, 1984  (ISBN 0-85115-359-3).
- (fr) Chalandon, Ferdinand. Histoire de la domination normande en Italie et en Sicile, Paris, A. Picard & fils, 1907.
- (en) Charanis, Peter. "Aims of the Medieval Crusades and How They Were Viewed by Byzantium." (in) Church History, 1952, Vol. 21, No. 2, pp. 123-134.
- (fr) Cheynet, Jean-Claude (dir.), Le monde byzantin. Tome II : L'Empire byzantin (641-1204), Paris, PUF, coll. « Nouvelle Clio », 2006,  (ISBN 978-2-130-52007-8).
- (fr) Cheynet, Jean-Claude, Flusin, Bernard. et Wortley, John. John Skylitzes : a synopsis of Byzantine history, 811-1057, Cambridge University Press, 2011.  (ISBN 978-0-521-76705-7).
- (en) Davis-Secord, Sarah. “Sicily at the Center of the Mediterranean.” Where Three Worlds Met: Sicily in the Early Medieval Mediterranean. Cornell University Press, 2017.  (ISBN 1501712594).
- (en) Fine, John Van Antwerp. The Early Medieval Balkans: A Critical Survey from the Sixth to the Late Twelfth Century. University of Michigan Press, 1991.  (ISBN 0-472-08149-7).
- (fr) Flori, Jean. Bohémond d'Antioche. Chevalier d'aventure, Paris, Payot, 2007.  (ISBN 978-2-228-90226-7).
- (fr) Gay, Jules. L'Italie méridionale et l'empire byzantin : Livre II. Albert Fontemoing, Paris, 1904.
- (en) Christopher Gravett and David Nicolle. The Normans: Warrior Knights and their Castles. Oxford, Osprey, 2006.  (ISBN 1-84603-088-9).
- (en) Haldon, John. The Byzantine Wars. The Mill, Tempest, 2000.  (ISBN 0-7524-1795-9).
- (en) Holmes, George. The Oxford Illustrated History of Medieval Europe. Oxford University Press, 1988.  (ISBN 0192854356).
- (en) Holmes, Richard. The World Atlas of Warfare: Military Innovations That Changed the Course of History. Middlesex, Penguin, 1988.  (ISBN 0-670-81967-0).
- (fr) Kaplan, Michel, Alain Ducellier et Bernadette Martin, Le Proche-Orient médiéval, Hachette université, 1978.  (ISBN 2010055233).
- (en) Loud, GA.  “Coinage, Wealth, and Plunder in the Age of Robert Guiscard.” The English Historical Review, 1999, Vol. 114, No. 458, pp. 815-843.
- (en) Magdalino, Paul. "The Byzantine Empire (1118–1204)". (in) The New Cambridge Medieval History  Cambridge University Press, 2005.  (ISBN 0-521-41411-3).
- (en) Magdalino, Paul. The Empire of Manuel I Komnenos, 1143–1180. Cambridge University Press, 2002.  (ISBN 0-521-52653-1).
- (fr) Malamut, Elisabeth. Alexis Ier Comnène, Paris, Ellipses, 2007.  (ISBN 978-2-7298-3310-7).
- (en) Norwich, John Julius. A Short History of Byzantium. Penguin, 1998.  (ISBN 0-14-025960-0).
- (en) Norwich, John Julius. Byzantium: The Decline and Fall. London, Viking, 1995.  (ISBN 0-670-82377-5).
- (fr) Ostrogorsky, Georges. Histoire de l’État Byzantin. Paris, Payot, 1983.  (ISBN 2-228-07061-0).
- (en) Rowe, John Gordon.  "The Papacy and the Greeks (1122-1153)." (in) Church History, 1959.  Vol. 28, No. 2, pp. 115-130.
- (en) Shepard, Jonathan. "The English and Byzantium: A Study of Their Role in the Byzantine Army in the Later Eleventh Century." (in) Traditio, 1973.  Vol. 29. pp. 53-92.
- (en) Shepard, Jonathan. “Western Approaches” (in) The Cambridge History of the Byzantine Empire c. 500-1492. Cambridge, Cambridge University Press, 2008.  (ISBN 978-0-521-83231-1).
- (en) Stephanson, Paul. “Balkan Borderlands (1018 – 1204)” (in) The Cambridge History of the Byzantine Empire c. 500-1492. Cambridge, Cambridge University Press, 2008.  (ISBN 978-0-521-83231-1).
- (en) Theotokis, Georgios. The Norman Campaigns in the Balkans: 1081-1108. Woodridge, Suffolk, The Boydell Press, 2014.  (ISBN 978-1-84383-921-7).
- (en) Treadgold, Warren. A History of the Byzantine State and Society. Stanford (California) Stranford University Press, 1997.  (ISBN 978-0-804-72630-6).
- (en) Wortley, John. A synopsis of Byzantine history, 811-1057, Cambridge University Press, 2010.  (ISBN 978-0-521-76705-7).